# Born Again (bài hát của Lisa)
"Born Again" là một bài hát của nữ ca sĩ kiêm rapper người Thái Lisa hợp tác với nữ ca sĩ kiêm rapper người Mỹ Doja Cat và nữ ca sĩ kiêm nhạc sĩ người Anh Raye. Bài hát được Lloud và RCA Records phát hành vào ngày 7 tháng 2 năm 2025, đây là đĩa đơn thứ tư trong album phòng thu đầu tay sắp ra mắt của Lisa, Alter Ego (2025).